# Aeroporto Internacional de Honolulu
O Aeroporto Internacional de Honolulu (PHNL) (em inglês:  Honolulu International Airport) é um aeroporto situado na cidade americana de Honolulu, no Havaí. É operado em conjunto pelo estado do Havaí e pela Força Aérea Americana (USAF). Possui quatro pistas 04L, 04R, 08L e 08R, sendo que o taxi para esta pista é considerado um dos mais longos da aviação, podendo uma dada aeronave demorar entre vinte a vinte e cinco minutos para transitar nesta taxiway, do pátio de estacionamento até a cabeceira e vice-versa.
Por ser o principal aeroporto existente em uma vasta região do Oceano Pacífico, o Aeroporto Internacional de Honolulu é ocasionalmente utilizado em operações de pousos de emergência pelos aviões bimotores transcontinentais (com certificação ETOPS) que se encontram sobrevoando regiões próximas ao Havaí. O Aeroporto é também o principal hub da Hawaiian Airlines.
Ocorre um fato curioso neste aeroporto: a avenida que leva a ele, tem o nome de Avenida Santos Dumont.

## Estatísticas
Ver a consulta original do Wikidata.